# فرودگاه اورنگ‌آباد
فرودگاه اورنگ‌آباد (به انگلیسی: Aurangabad Airport) (به زبان بومی: Chikkalthana Airport) یک فرودگاه همگانی با کد یاتا IXU است که یک باند فرود بتن و آسفالت دارد و طول باند آن ۲۳۵۱ متر است. این فرودگاه در شهر اورنگ‌آباد کشور هند قرار دارد و در ارتفاع ۵۸۲ متری از سطح دریا واقع شده‌است.